# 聯合國安全理事會第89號決議
联合国安理会第89号决议于1950年11月17日通过。安理会在接到埃及、以色列和约旦王国三国代表及休战督察组织参谋长对提送安理会各控诉案所表示意见与所提供之资料，要求埃及以色列混合停战委员会紧急注意埃及方面关于数千巴勒斯坦阿拉伯人被逐一事之控诉。安理会呼吁双方落实该委员会的调查结果，实施遣返阿拉伯人之决定。安全理事会授权休战监察组织参谋长就阿拉伯游牧人民之移动，向以色列、埃及及其他适当阿拉伯国家建议必要步骤，以便通过国际界限或停战界线。
安理会呼吁与此事有关的国家须与混合停战委员会谘商，否则不得采取越界行动。安全理事会随后要求，休战监察组织参谋长于九十日期限届满时或如其认为必要于该期限届满前就各方对本决议案之遵行情形及就各混合停战委员会之活动情形向安全理事会提出报告。安理会亦提请埃及与以色列注意该两国为联合国会员国，负有依宪章规定以解决其待决问题之义务。
该决议案以九票赞成，二票弃权（苏联、埃及王国）得到通过。